# Itapemirim (tiểu vùng)
Itapemirim là một tiểu vùng thuộc bang Espírito Santo, Brasil. Tiều vùng này có diện tích 1279 km², dân số năm 2007 là 67907 người.